# ЗАЗ-1102 «Таврия»
ЗАЗ-1102 «Таврия» — советский и украинский автомобиль II группы особо малого класса с кузовом типа хетчбэк, первый переднеприводной легковой автомобиль Запорожского автомобильного завода. Является «преемником» модели ЗАЗ-968. Серийно выпускался на Запорожском автомобильном заводе с 18 ноября 1987 по 2007 год, а модели на её платформе производились до начала 2011 года.
Автомобиль ЗАЗ-1102 «Таврия» стал основой для целой линейки автомобилей, представляющих собой как непосредственно модификации базовой модели (более 40 различных вариантов), так и самостоятельные модели на её платформе, как то: «пятидверный лифтбек» ЗАЗ-1103 «Славута», «пятидверный универсал» ЗАЗ-1105 «Дана» и коммерческий пикап ЗАЗ-11055 «Pick-Up».

## История
В конце 1960-х КБ завода «Коммунар» в инициативном порядке начало разработку переднеприводного автомобиля малого класса под девизом «Перспектива» для замены «Запорожца» ЗАЗ-966, используя экспериментальные наработки — НАМИ-0132 и ВАЗ-3Э1101 «Ладога».
В 1970-е годы было создано несколько экспериментальных моделей с кузовами «хетчбэк» и «двухдверный седан». Однако, официально техническое задание на разработку от Минавтопрома СССР было получено только в 1978 году.
После изготовления опытной партии и начала процесса доводки Минавтопром — вполне в стиле его тогдашнего руководителя В. Н. Полякова — кардинально поменял задание, заставив заводское КБ перепроектировать автомобиль с оглядкой на популярную европейскую модель Ford Fiesta образца 1976 года, — несмотря на сугубо отрицательную оценку данной модели коллективом завода. Заводской испытатель Иван Павлович Кошкин впоследствии вспоминал про Ford Fiesta:

В Европе этот автомобиль с 1976 года громко рекламировали как предел совершенства. Но когда я получил его для сравнительных испытаний и проверил на дорогах, оказалось, что ничего общего с рекламой нет. У задних пассажиров потроха вышибает на небольшой выбоине. Водитель на неровной дороге всё время кланяется, — это у него голова так шатается из-за рассогласованности подвесок. Руль, чтобы сэкономить один шарнир, установили не по-людски, а под углом к продольной оси автомобиля. Представляете себе это «косое» руление? Нас приучили к мысли, что у западных конструкторов звезда во лбу. А они такие же смертные инженеры, не застрахованные от ошибок.

При этом одновременно перед конструкторами ставилась цель превзойти «Фиесту» по характеристикам. Примерно то же самое произошло в те же годы и с АЗЛК, который под давлением ведомства Полякова был вынужден с нуля проектировать принципиально новую переднеприводную платформу — будущий «Москвич-2141», несмотря на наличие вполне современного и находившегося уже на предсерийной стадии заднеприводного прототипа С-3.
Задание на разработку и далее продолжало меняться — Минавтопром выдвигал всё новые и новые требования по превышению параметров разнообразных зарубежных «малолитражек» тех лет: «Fiat Uno», «Austin Metro» и других. Это, совместно с нехваткой финансирования, которое до середины 1980-х шло преимущественно на освоение новых переднеприводных моделей Волжского завода, привело к чрезвычайному затягиванию внедрения автомобиля в производство.
Первые серийные «Таврии» сошли с конвейера 18 ноября 1987 года, стоимость автомашины составляла 5100 рублей. Одновременно со стандартным вариантом был начат выпуск ЗАЗ-1102 в комплектации «норма».
В то время «Таврия» позиционировалась как исключительно экономичный автомобиль. В 1989 году Минавтопромом СССР был выпущен рекламный ролик для западного рынка, в котором водитель заправляет «Таврию» из своей бензиновой зажигалки. Этот ролик завоевал в Каннах «Бронзового льва» в номинации «торговая реклама».
В соответствии с производственной кооперацией стран СЭВ, в апреле 1988 года началось рассмотрение вопроса о участии венгерского предприятия «Баконь» в производстве ЗАЗ-1102 (которое должно было производить для «Таврия» стеклоочистители и электронные системы зажигания).
14 мая 1989 года ПО «Запорожский автозавод» и канадская компания Magna International подписали договор о создании совместного предприятия «Таврия – Магна» (для производства автодеталей).
В 1989 году началось серийное производство модели ЗАЗ-110206 (которая получила двухрядные шариковые подшипники в ступицы передних колёс, новые фары с наклонным рассеивателем, дополнительные указатели поворота на крыльях, новые дверные замки, сиденья с подголовниками и декоративную облицовку молдингами — в результате масса машины увеличилась на 17 кг, стоимость — до 5429 рублей). В 1991 году было выпущено 41 832 автомашины ЗАЗ-1102 и их модификации.
В июле 1992 года главный конструктор «АвтоЗАЗ» О. Х. Папашев сообщил в интервью о том, что завод выпустил 60 тысяч автомашин ЗАЗ-1102 и их модификаций и намерен начать серийное производство новых моделей: ЗАЗ-1103, ЗАЗ-1105 и электромобиля на базе ЗАЗ-1102. В дальнейшем, начался экспорт "Таврии" (1 тыс. автомашин было поставлено в Чехословакию).
Летом 1992 года завод начал производство модели ЗАЗ-11024 с кузовом «универсал». Также в 1992 году на базе ЗАЗ-1102 был разработан и построен опытный электромобиль, но стоимость машины оказалась в несколько раз выше, чем у базовой модели с бензиновым двигателем.
В 1993 году завод выпустил 53 027 автомашин ЗАЗ-1102 и их модификаций
В 1994 году началось производство ЗАЗ-1105 «Дана» — модификации с кузовом «универсал».
В 1998 году ЗАЗ-1102 на конвейере начала сменять ЗАЗ-1102 «Таврия-Нова» — модификация, созданная совместно с Daewoo, направленная на устранение выявленных недостатков и улучшения технико-эксплуатационных показателей (всего в количестве свыше 700). На «Таврии Нова» была произведена косметическая модернизация решётки радиатора, фар головного света и задних фонарей, а также начали применяться новые декоративные колпаки на колёсных дисках размерности 4,5J с бескамерными шинами, на задней двери был установлен третий стоп-сигнал. Для повышения надёжности автомобиля и повышения уровня пассивной безопасности были усилены несущие и технологические элементы кузова, что позволило снизить уровень шума в салоне.
В 1999 году началось серийное производство модели ЗАЗ-1103 «Славута» с кузовом «лифтбек».
В 2006 и 2007 годах руководство завода несколько раз заявляло о скором снятии модели с производства. Массовый выпуск модели ЗАЗ-1102 «Таврия» с кузовом хетчбэк был завершён в 2007 году, хотя ещё как минимум две партии, вероятно по заказу органов соцобеспечения, были собраны в 2008 и 2009 гг. Производство ЗАЗ-1103 «Славута» и ЗАЗ-11055 «Pick-Up» продолжалось.
Кузов последнего серийного автомобиля ЗАЗ-1103 «Славута» был сварен 14 января 2011 года, а 15 января на ЗАЗе начался демонтаж оборудования и производственных линий в связи с планируемым переносом модели проекта T250 с FSO в Запорожье. В конце января 2011 года с конвейера сошёл последний ЗАЗ-1103 «Славута», который был продан с интернет-аукциона 11 февраля 2011 года за 47 020 гривен.
Наследником «Славуты» на конвейере стал ZAZ Forza.

## Экспорт
Несмотря на то, что конструктивно и по дизайну Таврия была весьма устаревшей моделью, к тому же неизвестной зарубежному покупателю, небольшие поставки осуществлялись в страны Восточной Европы, а также в Грецию, Францию и Англию.
В некоторых странах Таврия продавалась как Лада Таврия (ВАЗ 1102)

## Технические характеристики
| Параметр                          | Параметр                          | 1102 «Таврия» | 1103 «Славута» | 1105 «Дана»     |
| --------------------------------- | --------------------------------- | ------------- | -------------- | --------------- |
| Тип кузова                        | Тип кузова                        | хетчбэк 3 дв. | лифтбек 5 дв.  | универсал 5 дв. |
| Количество мест, чел.             | Количество мест, чел.             | 5             | 5              | 5               |
| Масса снаряжённого автомобиля, кг | Масса снаряжённого автомобиля, кг | 745           | 790            | 790             |
| Полная масса автомобиля, кг       | Полная масса автомобиля, кг       | 1145          | 1190           | 1190            |
| Габаритные размеры, мм            | длина                             | 3708          | 3980           | 3825            |
| Габаритные размеры, мм            | ширина                            | 1554          | 1578           | 1554            |
| Габаритные размеры, мм            | высота                            | 1410          | 1425           | 1453            |
| Минимальный дорожный просвет, мм  | Минимальный дорожный просвет, мм  | 162           | 160            | 160             |

| Параметр                                                | 1102 «Таврия» | 1102 «Таврия» | 1102 «Таврия» | 1103 «Славута» | 1103 «Славута» | 1103 «Славута» |
| ------------------------------------------------------- | ------------- | ------------- | ------------- | -------------- | -------------- | -------------- |
| Объём двигателя, л                                      | 1,1           | 1,2           | 1,3           | 1,1            | 1,2            | 1,3            |
| Мощность двигателя, л. с.                               | 53            | 58            | 63            | 53             | 58             | 63             |
| Максимальная скорость, км/ч                             | 145           | 158           | 165           | 145            | 147            | 157            |
| Разгон до 100 км/ч, сек.                                | 16,2          | 15,9          | 15,5          | 17,5           | 17,4           | 16             |
| Расход топлива по трассе при скорости 90 км/ч, л/100 км | 4,6           | 5,3           | 5,4           | 4,6            | 5,6            | 5,6            |
| Расход топлива в городском цикле, л/100 км              | 6,9           | 7,3           | 7,5           | 7,9            | 8,6            | 8.0            |

На автомобили ЗАЗ-110х в разное время устанавливались разнообразные двигатели МеМЗ со схожими параметрами, поэтому данные, которые занесены в таблицы, следует считать ориентировочными.
На практике «летний» расход топлива 5-5,5/7-8, за городом и в городе соответственно. Зимний расход немного увеличивается за счёт необходимости более длительного прогрева. При этом для карбюраторных моделей он может доходить до 10 л, что не является каким-то отклонением от нормы.

## Конструкция автомобиля и её особенности
Двери
имеют замки с вильчатым ротором и штыревым фиксатором на кузове. Дверь задка снабжена замком для запирания снаружи, откидывается вверх на внутренних петлях и удерживается в открытом положении двумя газонаполненными телескопическими упорами.
Система смазки
комбинированная — под давлением смазываются подшипники коленчатого и распределительного валов, оси коромысел; разбрызгиванием масла — цилиндры и механизм газораспределения. Шестерёнчатый масляный насос с шестернями внутреннего зацепления, маслоприёмником и редукционным клапаном расположен на переднем торце блока цилиндров, приводится от коленчатого вала.
Система питания
карбюратор эмульсионного типа, двухкамерный с падающим потоком и балансированной поплавковой камерой, автономной системой холостого хода, сетчатым фильтром на входе топлива. Воздухоочиститель со сменным фильтрующим элементом. Топливный насос диафрагменный, с сетчатым фильтром и рычагом ручной подкачки топлива.
Система вентиляции картера
замкнута через воздухоочиститель и карбюратор.
Система охлаждения
жидкостная, закрытого типа, с полупрозрачным расширительным бачком, заполнена специальной незамерзающей жидкостью ТОСОЛ-А40М или ТОСОЛ-А65М. Термостат с твёрдым наполнителем ТС103-06. Начало открытия клапана при 87±2 °C; полное открытие при 102 °C.
Насос центробежный, приводится плоскозубчатым ремнём от коленчатого вала.
Электровентилятор радиатора системы охлаждения двигателя закреплён в кожухе радиатора, включается автоматически термовыключателем, находящимся в правом бачке радиатора.
Система зажигания
батарейная, номинальное напряжение 12 вольт, бесконтактная; имеет датчик-распределитель типа 5308.3706 или 5301.3706 с датчиком Холла, центробежным и вакуумным регулятором опережения зажигания с приводом от распределительного вала, коммутатор типа 3620.3734 и катушку зажигания типа 27.3705
Свечи зажигания А17ДВ-10 или А17ДВР с резьбой М14×1,25-6Е длиной ввертной части 18 мм. Начальная установка угла опережения зажигания (5° до ВМТ хода сжатия) устанавливается по меткам на шкиве коленчатого вала и защитной крышке ремённого привода механизма газораспределения.
Система выпуска газов
настроенная, с резонатором и глушителем. Выхлопной патрубок расположен сзади, слева.
Сцепление
однодисковое, сухое, диафрагменной нажимной пружиной. Привод включения сцепления механический, тросовый.
Коробка передач
механическая, двухвальная, трёхходовая с пятью передачами вперёд и одной назад, все шестерни (кроме шестерён заднего хода) косозубые с синхронизаторами. Переключение передач — дистанционное, рычагом и механизмом, установленным в туннеле пола кузова.
Передаточные числа
| Передача   | Значение |
| Первая     | 3,454    |
| Вторая     | 2,056    |
| Третья     | 1,333    |
| Четвёртая  | 0,969    |
| Пятая      | 0,828    |
| Задний ход | 3,358    |

Главная передача
цилиндрическая, косозубая. Передаточное число — 3,875
Дифференциал
конический, с двумя сателлитами.
Привод колёс
валы с шарнирами равных угловых скоростей. Левый вал короче, чем правый.
Передняя подвеска
независимая, типа «качающаяся свеча» с цилиндрическими пружинами и телескопическими амортизационными стойками двухстороннего действия.
Задняя подвеска
полунезависимая с поперечной балкой, цилиндрическими пружинами с гидравлическими телескопическими амортизаторами двухстороннего действия.
Рулевое управление
реечное, с противоугонным устройством. Рулевой механизм соединяется с поворотными стойками боковыми тягами. Рулевой вал разрезной, части вала соединяются муфтой с резиновыми втулками.
Колёса
дисковые, штампованные, крепятся тремя гайками; размер обода 4J×13. Запасное колесо размещается в моторном отсеке.
Шины
радиальные, сверхнизкопрофильные, бескамерные с камерами размером 155/70 R13 модели БЛ-85.
Тормозная система
гидравлическая двухконтурная, состоящая из двух независимых систем для торможения передних и задних колёс по диагонали (левое переднее — правое заднее, правое переднее — левое заднее).
Передние тормоза — дисковые, имеют плавающую скобу и автоматическую компенсацию износа накладок тормозных колодок.
Задние тормоза — барабанные, колодки плавающие с автоматической компенсацией износа накладок тормозных колодок.
Стояночный тормоз — ручной, с тросовым приводом на колодки задних колёс от рычага, расположенного на туннеле пола между передними сиденьями.
Аккумуляторная батарея
типа 6СТ-44А, необслуживаемая.
Наружное освещение и световая сигнализация
- фары с галогенными лампами, встроенными габаритными огнями, регуляторами наклона в зависимости от загрузки автомобиля, передние указатели поворотов с оранжевыми рассеивателями
- задние фонари, включающие в себя габаритные огни и противотуманные фонари с красными рассеивателями, указатели поворота с оранжевыми рассеивателями, фонари заднего хода и освещения номерного знака с белыми рассеивателями, боковые указатели поворотов с жёлтыми рассеивателями.
- Салон освещается плафоном, установленном над проёмом двери водителя.

Оборудование кузова
- панель приборов: спидометр со счётчиком пройденного пути, измерительные приборы и контрольные лампы,
- пепельницы на панели приборов и на обивках боковин,
- ящик для мелких вещей,
- противосолнечные козырьки,
- отопитель,
- очистители и омыватели переднего и задних стёкол
- наружные и внутреннее зеркала,
- поручни с крючками,
- ремни безопасности двух типов — передние с инерционными катушками — передних и задних сидений,
- тканевая полка для мелких вещей за спинкой заднего сиденья, закрывающая одновременно багажное отделение,
- передний и задний пластмассовый бамперы,
- передние и задние проушины для буксировки автомобиля,
- фартуки задних колёс,
- грязезащитные брызговики двигателя.

Автомобиль может быть использован для работы с прицепом, имеющим тягово-сцепное устройство шарового типа по ОСТ 37.001.096-77, для установки которого в конструкции задних лонжеронов автомобиля предусмотрены по два отверстия диаметром 11 мм с каждой стороны.
Полная масса буксируемого прицепа:
- не оборудованного тормозами — 250 кг,
- оборудованного тормозами — 500 кг.

Тягово-сцепное устройство и переходные устройства для подключения электрооборудования прицепа в комплект автомобиля не входят.

### Безопасность автомобиля
Безопасность данного автомобиля, находилась на крайне низком уровне, ввиду максимального упрощения производства(низкая культура производства и инженерной базы завода), снижения веса для обеспечения массы автомобиля тяговыми характеристиками низкообьёмного двигателя МеМЗ, и соответствия 1 классу легковых автомобилей по классификации СССР. 
Материалы салона применяемые в данной модели отличаются крайней колкостью, что может ранить водителя и пассажира оставляя порезы, а качество сварных швов петель дверей и капота выполнено на низком уровне(петли срезает при столкновении). Запасное колесо в связке с крайне низкой жесткостью передка автомобиля, а так же с конструкционными просчетами в креплении капота и конструкции замка капота, практически не оставляет водителю и пассажирам шансов на выживание, даже при легком столкновении. Модель проходила модернизацию, но это не улучшило безопасность и качество изготовления, т.к. модернизация была направлена исключительно на уменьшение заводской цены производства.
Водитель при столкновении на 60 км\ч получает травму головы не совместимую с жизнью, а силовая конструкция кузова не выдерживает удар нанося травму ног и таза. Силовая конструкция сидений смещается вместе с полом автомобиля. И водителя вместе с передним пассажиром зажимает внутри автомобиля что ухудшает работу служб помощи. Несмотря на добавленные брусья усиления внутри двери, при аварии автомобиль деформирует рамку двери, и центральная стойка вместе с передней стойкой смещается. Рамка лобового стекла деформируется из-за тонких стоек, и при столкновении выпадает из посадочного места, открывая беспрепятственный проход капоту, который срезает данные стойки, и наносит травму головы словно гильотина. Задние пассажиры получают хлыстовую травму ввиду отсутствия подголовников на заднем ряду. Пол автомобиля, начинает деформироваться вместе с моторным щитом нанося травму ног, особенно в район водителя где находится запасное колесо и передний педальный узел. При переднеприводной компоновке, размещение запасного колеса в передней части аналогично автомобилю Нива, не являлось оправданным, ибо ввиду задней зависимой подвеске в виде торсионной балки, открывается большое пространство для размещения запасного колеса в нише багажного отделения. Вместо этого инженерами было принято решение разместить там топливный бак, который деформировался при ударе сзади и возникала пожароопасная ситуация. Не рациональное использование пространства, ухудшило безопасность автомобиля. В отличии от переднеприводных автомобилей конца 80-х которые выпускались в РСФСР, такое использование пространства может указывать на низкую подготовку инженерного состава и в целом что автомобиль при СССР не проходил даже внутренние советские краш-тесты. На автомобилях переднего привода "Спутник" и "Москвич", которые разработаны раньше чем "Таврия". Топливный бак находился в середине автомобиля, а запасное колесо переехало назад, что улучшило безопасность данных автомобилей и не повредило эксплуатационным и сертификационным характеристикам.
Со временем после распада СССР автомобиль терял в качестве производства, и безопасность автомобиля становилась хуже, вплоть до конца выпуска автомобиля. Толщина металла автомобиля уменьшалась, ухудшая и так не высокую жесткость кузова. Технические решения отвечающие за безопасность не были приняты. Это относится как к автомобилям серии "Таврия" так и "Славуты", безопасность остальных модификаций базово хуже за счет уменьшения жесткости конструкции. Все это распространяется и на коммерческие машины типа "Дана" и Пикапов на базе Таврии.
В 2004 году журналом Авторевю были проведены два краш-теста по методике ARCAP автомобиль ЗАЗ Славута получил 1,4 балла из 16 возможных. Авторевю порекомендовал в то время, убрать запасное колесо из моторного отсека для улучшения безопасности. После первого краш-теста, группа с завода АвтоЗАЗ приехала со своим автомобилем, чтобы оспорить результаты журнала Авторевю. Краштест провели на Дмитровском автополигоне, и результат "доработанной" машины оказался таким же как и в первом краш-тесте. Методы которые применил завод изготовителя исправили проблемы но не улучшили безопасность автомобиля. Вместо деформации двери, происходила деформация стойки. Большинство из доработок автомобиля который привезли с АвтоЗАЗа, не были применены на серийной машине до конца её выпуска на АвтоЗАЗе.

## Модельный ряд
- ЗАЗ-110206 — базовая модель.
- ЗАЗ-110216 — отличается от ЗАЗ-110206 изменённой панелью приборов, рулевым колесом с четырьмя спицами, двухрычажным переключателем под рулевым колесом и дополнительным оборудованием, повышающим комфортабельность и безопасность автомобиля.
- ЗАЗ-11022 — увеличено передаточное число главной передачи, изменена конструкция горловины топливного бака.
- ЗАЗ-11024 — грузопассажирский вариант легкового автомобиля с остеклённым кузовом типа «универсал».
- ЗАЗ-11026 — коммерческий вариант легкового автомобиля с неостеклённым кузовом типа «фургон» на базе «универсала».
- ЗАЗ-1122 — модификация автомобиля ЗАЗ-11206 или ЗАЗ-11216 отличающаяся от базовой модели установкой двигателя объёмом 1,3 л от ВАЗ-2108 — вместо МеМЗ-245.
- ЗАЗ-1140 является модификацией базовой модели ЗАЗ-110206 с установленным двигателем Фиат-903.

Соответствие коммерческих названий заводским индексам моделей:
| Название в торговой сети                                    | Заводской (конструкторский) индекс модели |
| ----------------------------------------------------------- | ----------------------------------------- |
| «База»                                                      | 110206 0000010 32                         |
| «Стандарт» (для Украины)                                    | 110206 0000010 33                         |
| «Стандарт»                                                  | 110206 0000010 35                         |
| «Стандарт» двиг. 1,1 л (срвт)                               | 110206 0000010 40                         |
| «Стандарт» двиг 1,1 л (срвт) без требований токсичности     | 110206 0000010 43                         |
| «Стандарт» двиг. 1,2 л                                      | 110207 0000010                            |
| «Стандарт» двиг. 1,2 л (для России)                         | 110207 0000010 01                         |
| «Стандарт» 1,2 л с ГБО                                      | 110207 0000010 70                         |
| «Люкс»                                                      | 110216 0000010 35                         |
| «Люкс» система «Сименс» требования Евро                     | 110216 0000010 40                         |
| «Люкс» двиг. 1,1 л (срвт) без требований токсичности        | 110216 0000010 41                         |
| «Люкс» двиг. 1,2 л                                          | 110217 0000010                            |
| «Люкс» двиг. 1,2 л правосторонний руль                      | 110217 0000010 36                         |
| «Люкс» двиг. 1,2 л с ГБО                                    | 110217 0000010 75                         |
| «Люкс» двиг. 1,3 л                                          | 110218 0000010                            |
| «Люкс» двиг. 1,3 л (срвт)                                   | 110218 0000010 40                         |
| «Люкс» двиг. 1,3 л (срвт) без требований токсичности        | 110218 0000010 41                         |
| «Тюнинг Люкс» двиг. 1,3 л (срвт) без требований токсичности | 110218 0000010 48                         |
| Фургон грузопассажирский                                    | 11024 00000010                            |
| Фургон грузопассаж. двиг. 1,2 л                             | 110247 0000010                            |
| Фургон грузопассаж. двиг. 1,2 л правосторонний руль         | 110247 0000010 36                         |
| Фургон грузовой                                             | 110260 0000010                            |
| Фургон грузовой (для Сирии)                                 | 110260 0000010 30                         |
| Фургон грузовой, двиг. 1,2 л                                | 1102670 000010                            |
| Фургон грузовой, двиг. 1,2 л правосторонний руль            | 110267 0000010 36                         |
| Для инвалидов                                               | 110270 0000010                            |
| Для инвалидов                                               | 110280 0000010                            |
| Для инвалидов                                               | 110280 0000010 01                         |
| Для инвалидов                                               | 110290 0000010                            |

ЗАЗ-110240 «Таврия» — грузопассажирская модификация базового автомобиля ЗАЗ-1102. Её мелкосерийное производство было начато в 1991 году под именем ЗАЗ-11024 и продолжалось до 1997 года на базе ЗАЗ-110206. Для увеличения полезного объёма багажника было найдено решение — вместо обычной задней двери установили дверь такой конфигурации, которая увеличивает объём багажника. Снаряжённая масса автомобиля возросла на 33 кг по сравнению с базовым хетчбэком. Пассажирский складной задний диван был сохранён.
Второй раз данная модель была поставлена на конвейер в 1999 году и изготавливалась на базе «Таврии-Нова». Эти модели комплектовались двигателем МеМЗ-245 с рабочим объёмом 1,1 л, а с 2000 года в серию пошла модификация ЗАЗ-110247, оснащённая двигателем МеМЗ-2457 рабочим объёмом 1,2 л.
Кроме того, выпускалась экспортная модификация ЗАЗ-110246 с расположенными справа органами рулевого управления (для стран с левосторонним движением). Также следует отметить создание примерно в 1993 году санитарной модификации, которая, однако, в серию не пошла.
ЗАЗ-110260 «Таврия» — грузовая модификация базового автомобиля ЗАЗ-1102. В отличие от аналогичного по назначению грузопассажирского ЗАЗ-110240, данная модель имела заглушённые боковые окна за первым рядом сидений, сиденья располагались только спереди (соответственно, пассажировместимость составляла 2 человека), а кабина была отделена от грузового отсека решёткой. Грузоподъёмность ЗАЗ-110260 составляла 290 кг. Эта модель выпускалась, как и ЗАЗ-110240, сначала в 1992—1997 годах на базе ЗАЗ-110206, а затем, с 1999 года — на базе «Таврии-Нова». С 2000 года в серию пошла модификация ЗАЗ-110267, оснащённая двигателем МеМЗ-2457 с рабочим объёмом 1,2 л.
Существовала модификация ЗАЗ-110260-30. Её отличия от комплектации ЗАЗ-110260 заключались в кузове с отверстием в крыше под антенну. Устанавливался электродвигатель вентилятора радиатора повышенной мощности 90 Вт с датчиком включения вентилятора при низкой температуре. Кроме этого, передний и задний бамперы комплектовались заглушками; устанавливались декоративные колёсные колпаки от люксовой модификации «Таврии». Также от люксовой модификации сюда перекочевали панель приборов «Люкс», обивка двери задка, пластмассовая облицовка радиатора. Под капотом данной модели устанавливалась подкапотная лампа, а в салоне — дверные выключатели плафона освещения салона.

### Галерея
- ЗАЗ-1102 «Таврия»
- ЗАЗ-110240 «Таврия» с увеличенным багажником
- ЗАЗ-1103 «Славута»
- ЗАЗ-1105 «Дана»
- ЗАЗ-11055 «Pick-Up»

## Сравнение с зарубежными аналогами
| Модель автомобиля   | Год начала выпуска | Длина, мм | База, мм | Рабочий объём | Мощность, л. с. | Снаряжённая масса, кг | Скорость, км/ч | Разгон, сек. | Расход топлива при 90 км/ч, л/100 км | Расход топлива при 120 км/ч, л/100 км | Расход топлива при городском цикле езды, л/100 км |
| ------------------- | ------------------ | --------- | -------- | ------------- | --------------- | --------------------- | -------------- | ------------ | ------------------------------------ | ------------------------------------- | ------------------------------------------------- |
| ЗАЗ-1102 «Таврия»   | 1987               | 3708      | 2320     | 1091          | 51              | 710                   | 140            | 18           | 4,6                                  | 6,6                                   | 6,8                                               |
| Дайхатсу-шарада-ТГ  | 1987               | 3610      | 2340     | 993           | 55              | 680                   | 140            | 16           |                                      |                                       |                                                   |
| Мазда-121           | 1986               | 3475      | 2295     | 1138          | 52              | 710                   | 150            | 14           | 5,5                                  | 8,2                                   | 8,2                                               |
| Ниссан-Микра        | 1982               | 3640      | 2300     | 988           | 57              | 700                   | 142            | 14,9         | 4,2                                  | 6,1                                   | 5,9                                               |
| Ниссан-Бе-1         | 1987               | 3635      | 2300     | 988           | 52              | 670                   | 145            |              |                                      |                                       |                                                   |
| Опель-Корса-1.0     | 1982               | 3620      | 2345     | 993           | 45              | 745                   | 143            | 19,5         | 4,7                                  | 6,4                                   | 7,3                                               |
| Пежо-205            | 1983               | 3705      | 2420     | 954           | 45              | 740                   | 134            | 18,8         | 5,1                                  | 7,3                                   | 6,8                                               |
| Пежо-205-ГЛ         | 1983               | 3705      | 2420     | 1124          | 50              | 745                   | 142            | 17           | 4,3                                  | 5,8                                   | 5,8                                               |
| Рено-5Л             | 1984               | 3590      | 2405     | 1108          | 47              | 695                   | 143            | 16           | 4,1                                  | 5,6                                   | 5,8                                               |
| Рено-5К             | 1984               | 3590      | 2405     | 956           | 42              | 695                   | 140            | 19,3         | 4,9                                  | 6,6                                   | 6,4                                               |
| Ситроен-АИкс-10Е    | 1986               | 3500      | 2285     | 954           | 45              | 640                   | 145            | 17,9         | 3,9                                  | 5,6                                   | 5,6                                               |
| Ситроен-АИкс-11РЕ   | 1986               | 3500      | 2285     | 1124          | 55              | 645                   | 158            | 12,9         | 3,9                                  | 5,6                                   | 5,6                                               |
| Субару-Джасти-1000  | 1985               | 3535      | 2285     | 998           | 55              | 730                   | 145            | 15,6         | 5,4                                  | 7,2                                   | 7,2                                               |
| Сузуки-Свифт-1.0ГА  | 1983               | 3685      | 2245     | 993           | 50              | 640                   | 145            | 15,9         | 4,0                                  | 6,1                                   | 5,9                                               |
| Тойота-Старлет-Э1.0 | 1984               | 3700      | 2300     | 999           | 54              | 765                   | 150            | 13,5         | 4,5                                  | 6,4                                   | 6,1                                               |
| Фиат-Уно-45         | 1983               | 3645      | 2360     | 999           | 44              | 710                   | 145            | 16,2         | 4,1                                  | 5,4                                   | 6,2                                               |
| Фиат-Уно-60         | 1983               | 3645      | 2360     | 1116          | 58              | 760                   | 155            | 15           | 4,8                                  | 6,1                                   | 7,5                                               |
| Фольксваген-Поло    | 1981               | 3655      | 2335     | 1043          | 45              | 730                   | 142            | 19,5         | 5,6                                  | 7,6                                   | 7,6                                               |
| Форд-Фиеста-1.0     | 1976               | 3648      | 2290     | 957           | 45              | 750                   | 137            | 19,8         | 5,2                                  | 7,1                                   | 7,0                                               |
| Форд-Фиеста-1.1     | 1976               | 3648      | 2290     | 1117          | 50              | 755                   | 145            | 16,5         | 5,8                                  | 6,8                                   | 6,4                                               |

## Автоспорт
Как заводские спортсмены, так и «частники» неоднократно участвовали на ЗАЗ-1102 в различных видах профессиональных автогонок (автокросс, ралли, кольцевые гонки). Первые старты состоялись сразу же после начала выпуска модели, в автоспортивных турнирах Советского Союза, и продолжились после распада СССР, как в украинских, так и в российских соревнованиях. Заводским пилотам высоких результатов достичь не удалось.